# Septfontaines, Doubs
Septfontaines là một xã trong vùng hành chính Franche-Comté, thuộc tỉnh Doubs, quận Pontarlier, tổng Levier. Tọa độ địa lý của xã là 46° 58' vĩ độ bắc, 06° 11' kinh độ đông. Septfontaines nằm trên độ cao trung bình là 770 mét trên mực nước biển, có điểm thấp nhất là 700 mét và điểm cao nhất là 810 mét. Xã có diện tích 18.37 km², dân số vào thời điểm 2004 là 277 người; mật độ dân số là 15 người/km².

## Thông tin nhân khẩu
| 1962 | 1968 | 1975 | 1982 | 1990 | 1999 |
| ---- | ---- | ---- | ---- | ---- | ---- |
| 255  | 276  | 254  | 236  | 233  | 254  |

## Địa điểm tham quan
Nhà thờ giáo khu Saint-Nicolas xuất phát nguyên thủy từ thế kỉ thứ 12.